# Epiplatys
Epiplatys är ett släkte av afrikanska växtlekande äggläggande tandkarpar. Släktet ingår i familjen Nothobranchiidae.

## Dottertaxa tillEpiplatys, i alfabetisk ordning[1]
- Epiplatys annulatus
- Epiplatys ansorgii
- Epiplatys azureus
- Epiplatys barmoiensis
- Epiplatys biafranus
- Epiplatys bifasciatus
- Epiplatys chaperi
- Epiplatys chevalieri
- Epiplatys coccinatus
- Epiplatys dageti
- Epiplatys duboisi
- Epiplatys esekanus
- Epiplatys etzeli
- Epiplatys fasciolatus
- Epiplatys grahami
- Epiplatys guineensis
- Epiplatys hildegardae
- Epiplatys huberi
- Epiplatys infrafasciatus
- Epiplatys josianae
- Epiplatys lamottei
- Epiplatys longiventralis
- Epiplatys maeseni
- Epiplatys mesogramma
- Epiplatys multifasciatus
- Epiplatys neumanni
- Epiplatys njalaensis
- Epiplatys olbrechtsi
- Epiplatys phoeniceps
- Epiplatys roloffi
- Epiplatys ruhkopfi
- Epiplatys sangmelinensis
- Epiplatys sexfasciatus
- Epiplatys singa
- Epiplatys spilargyreius
- Epiplatys zenkeri